# My People, My Homeland
My People, My Homeland (Chinees: 我和我的家乡, Pinyin: Wo He Wo De Jia Xiang) is een Chinese anthologiefilm uit 2020. De film bestaat uit vijf korte verhalen.

## Verhaal
De film vertelt de geboorteplaatsverhalen van de vijf belangrijkste regio's van China, drukt de gevoelens van mensen thuis en op het platteland uit en toont de resultaten van armoedebestrijding.

## Segmenten
| Titel                    | Locatie  | Regie               | Schrijver                                                                                 | Muziek     | Cinematografie   | Montage      |
| ------------------------ | -------- | ------------------- | ----------------------------------------------------------------------------------------- | ---------- | ---------------- | ------------ |
| A Mystery of UFO         | Guizhou  | Chen Sicheng        | Sicheng Chen Huan Shu Peng Li Wusi Liu Quan Lixuan Yi Yu Peng Xu Sun Shaokang Rongshuo Xu | Xiao'ou Hu | Michael Liu      | Hongjia Tang |
| The Way Back to Hometown | Shaanxi  | Chao Deng Baimei Yu | Baimei Yu Qi Yin Yan Zhang Xia Jiang Yan Zhang Mengxi Qin Mengyuan Li                     | Zhao Lin   | Max Da-Yung Wang | Yiran Tu     |
| A Beijing Good Person    | Peking   | Hao Ning            | Ziye Wang Wang Ang                                                                        | Li Heng    | Boxue Wang       | Aiyu Qiao    |
| The Magical Touches      | Liaoning | Da-Mo Peng Fei Yan  | Da-Mo Peng Fei Yan Xing Wenxiong Sun Xiaoxian                                             | Fei Peng   | Ming Sun         | Xiaolin Zhou |
| The Last Class           | Zhejiang | Xu Zheng            | Bululufu Keke He Hua Weilin Zheng Xu                                                      | Fei Peng   | Yu Cao           | Xiaolin Zhou |

## Achtergrond
De hoofdrollen worden onder andere gespeeld door Bo Huang, You Ge, Wei Fan, Chao Deng, Teng Shen en Baoqiang Wang.
De film werd in China uitgebracht op 1 oktober 2020 en in de Verenigde Staten op 9 oktober 2020.
In het openingsweekend in China bracht de film daar 157.500.000 Amerikaanse dollar op.